# Hold You Tight
Hold You Tight (愈快乐愈堕落) è un film del 1998 diretto da Stanley Kwan.